# Liste des noms latins des villes de la péninsule Ibérique
Cet article donne une liste de villes de la péninsule Ibérique ayant fait partie de l'Empire romain ou dont le nom latin apparait dans des documents historiques.

## Espagne
| Nom latin                      | Nom français                        |
| ------------------------------ | ----------------------------------- |
| Abdera                         | Adra                                |
| Asturica Augusta               | Astorga                             |
| Baetulo                        | Badalone                            |
| Barcino                        | Barcelone                           |
| Baria                          | Villaricos                          |
| Augusta Bilbilis               | Calatayud                           |
| Brigantium                     | Probablement Betanzos ou La Corogne |
| Caesaraugusta                  | Saragosse                           |
| Calagurris                     | Calahorra                           |
| Carthago Nova                  | Cartagène                           |
| Castulo                        | Linares                             |
| Complutum                      | Alcalá de Henares                   |
| Corduba                        | Cordoue                             |
| Dertusa                        | Tortosa                             |
| Egara                          | Terrassa                            |
| Emerita Augusta                | Mérida                              |
| Forum Egurrorum ou Gigurrorum  | A Rúa                               |
| Gadès                          | Cadix                               |
| Gerunda                        | Gérone                              |
| Granata                        | Grenade                             |
| Hispalis                       | Séville                             |
| Ilerda                         | Lérida                              |
| Iluro                          | Mataró                              |
| Iria Flavia                    | Padrón                              |
| Legio VII Gemina               | Leon                                |
| Lucentum                       | Alicante                            |
| Lucus Augusti                  | Lugo                                |
| Madritum                       | Madrid                              |
| Malaca                         | Malaga                              |
| Minorisa                       | Manresa                             |
| Nemetobriga                    | Probablement A Pobra de Trives      |
| Pompaelo, Pampalona, Pampelona | Pampelune                           |
| Salmantica                     | Salamanque                          |
| Tarraco                        | Tarragone                           |
| Toletum                        | Tolède                              |
| Tude, Tyde                     | Tui                                 |
| Urci                           | Almérie                             |
| Valentia                       | Valence                             |

## Gibraltar
| Nom latin | Nom français |
| --------- | ------------ |
| Calpe     | Gibraltar    |

## Portugal
| Nom latin                                                                         | Nom français                                   |
| --------------------------------------------------------------------------------- | ---------------------------------------------- |
| Aeminium                                                                          | Coimbra                                        |
| Aquae Flaviae                                                                     | Chaves                                         |
| Arabriga                                                                          | Alenquer                                       |
| Arandis                                                                           | Garvão, Ourique                                |
| Aretium                                                                           | Alvega                                         |
| Aviarium                                                                          | Aveiro                                         |
| Baesuris, Esuri                                                                   | Castro Marim                                   |
| Balsa                                                                             | Tavira                                         |
| Bevipo                                                                            | Alcácer do Sal                                 |
| Bracara Augusta                                                                   | Braga                                          |
| Brigantia                                                                         | Bragança                                       |
| Caeciliana                                                                        | entre Caetobriga et Malateca                   |
| Caetobriga                                                                        | Tróia                                          |
| Calipolis                                                                         | Vila Viçosa                                    |
| Castra Leuca                                                                      | Castelo Branco                                 |
| Cilpes                                                                            | Silves                                         |
| Civitas Aravorum                                                                  | Marialva                                       |
| Centum Cellae, Centum Celas                                                       | Colmeal da Torre, Belmonte                     |
| Collipo                                                                           | Leiria                                         |
| Conimbriga                                                                        | Condeixa-a-Nova, au sud de Coimbra             |
| Conistorgis                                                                       | lieu inconnu dans l'Algarve et le bas-Alentejo |
| Dipo                                                                              | Elvas                                          |
| Ebora, Ebora Cerealis, Liberalitas Julia                                          | Évora                                          |
| Eburobrittium                                                                     | Óbidos                                         |
| Egiptania                                                                         | Idanha-a-Velha                                 |
| Equabona                                                                          | Coina                                          |
| Guimaranis, Vimaranis                                                             | Guimarães                                      |
| Ipses                                                                             | Alvor                                          |
| Laccobriga, Lacobriga                                                             | Lagos                                          |
| Lamecum                                                                           | Lamego                                         |
| Lancobriga                                                                        | Fiães                                          |
| Lorica                                                                            | Loriga                                         |
| Malateca                                                                          | Marateca                                       |
| Metallum Vipascense                                                               | Mina de Aljustrel                              |
| Mirobriga Celticorum                                                              | Santiago do Cacém                              |
| Mondobriga                                                                        | Alter do Chão                                  |
| Moron                                                                             | près de Santarém                               |
| Myrtilis                                                                          | Mértola                                        |
| Nabantia                                                                          | Tomar                                          |
| Olisipo, Olisipo Felicitas Iulia, Felicitas Julia Olissipo, Ulyssipolis, Ulisseia | Lisbonne                                       |
| Ossonoba                                                                          | Faro                                           |
| Pax Iulia, Pax Augusta, Colonia Pacensis                                          | Beja                                           |
| Portus Alacer                                                                     | Portalegre                                     |
| Portus Cale                                                                       | Porto                                          |
| Portus Hannibalis                                                                 | Portimão                                       |
| Salacia                                                                           | Alcácer do Sal                                 |
| Scalabis                                                                          | Santarém                                       |
| Segóvia                                                                           | Campo Maior                                    |
| Selleum                                                                           | Tomar                                          |
| Sirpe                                                                             | Serpa                                          |
| Sinus                                                                             | Sines                                          |
| Talabara                                                                          | Capinha                                        |
| Talabriga                                                                         | Marnel                                         |
| Tongobriga                                                                        | quelque part dans le Trás-os-Montes            |
| Tritium                                                                           | Covilhã                                        |
| Veniatia                                                                          | Vinhais                                        |
| Villa Euracini                                                                    | Póvoa de Varzim                                |
| Villa Cardilio                                                                    | Torres Novas                                   |
| Vipasca                                                                           | Aljustrel                                      |
| Viseu                                                                             | Viseu                                          |